# Sgian dubh

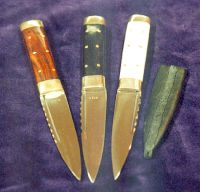
Tres sgian dubh i una beina.

El sgian dubh (en anglès, skean dhu) és el nom gaèlic escocès d'un petit punyal que forma part del vestit tradicional de les Terres altes d'Escòcia. Segons si el propietari que el porta és dretà o esquerrer, el duu a la cama dreta o esquerra.

## Etimologia i pronunciació
El nom sgian-dubh és en gaèlic escocès. El significat principal de "dubh" és "negre". En sentit figurat equival a "amagat". "Sgian-dubh" vol dir "ganivet amagat". Amagat a la bota o al mitjó, a la banda de la mà més hàbil per a usar-lo.
La pronunciació és segons el gaèlic escocès: [s̪kʲɪnˈt̪uh]. Les formes angleses són: "skene-dhu" and "skean-dhu".

## Construcció
Els antics sgian-dubh tenien formes variades, algunes amb la punta esmolada en el contratall. La forma moderna de la fulla, en "punta de llança" i un sol tall ha esdevingut universal. Les dimensions típiques són de l'ordre dels 80 mm. Els materials tradicionals eren molt rics, amb fulles d'acer més o menys decorades. El mànec podia ser de banús tallat a mà, "boog-wood" o cristall de quars negre. Les fulles d'acer damasquinat o decorades amb motius cèltics. L'ús modern és exclusivament cerimonial i són freqüents les imitacions a base de materials de menor qualitat. La fulla no està gens esmolada d'acord amb les necessitats actuals.

## Legislació
A Anglaterra i Gal·les és legal i permès de dur un sgian-dubh quan hom vesteix el vestit tradicional. Als Estats Units d'Amèrica i a Escòcia hi ha hagut problemes per portar sgian-dubh, per ser considerat una arma. En viatges aeris cal deixar-lo amb l'equipatge.